# Itara aperta
Itara aperta är en insektsart som beskrevs av Andrej Vasiljevitj Gorochov 1996. Itara aperta ingår i släktet Itara och familjen syrsor. Inga underarter finns listade i Catalogue of Life.